# Che nemmeno Mennea
Che nemmeno Mennea è un EP del cantautore italiano Daniele Silvestri, pubblicato il 14 febbraio 2013.

## Descrizione
L'EP viene pubblicato in contemporanea alla partecipazione dell'artista romano alla 63ª edizione del Festival di Sanremo. Nell'occasione ha presentato i brani A bocca chiusa e Il bisogno di te (ricatto d'onor), con quest'ultimo che è stato scartato in base al nuovo meccanismo di gara.
Il disco, oltre ai due brani presentati a Sanremo, contiene Se fossi un principe, inedito del 2001 registrato in maniera lo-fi, e il brano Che bella faccia (già presente ne Il latitante) in versione live registrato durante un'esibizione a Parigi datata 2009.
Nel testo di Il bisogno di te, il cantante fa un omaggio a Pietro Mennea, che sarebbe scomparso il 21 marzo dello stesso anno. Il brano nel suo significato fa riferimento alle vicende giudiziarie e gli intrecci politici economici tra l'ex presidente Silvio Berlusconi e Marcello Dell'Utri.

## Tracce
1. A bocca chiusa – 3:52
2. Il bisogno di te (ricatto d'onor) – 3:04
3. Che bella faccia (Live a Parigi) – 2:34
4. Se fossi un principe (Demo casalinga del 2001 o giù di lì) – 5:00

## Classifiche
| Classifica (2013) | Posizione |
| ----------------- | --------- |
| Italia            | 55        |